# ラストウィーク・オブ・サマー
『ラストウィーク・オブ・サマー』（原題:You Get Me）は2017年に配信されたアメリカ合衆国のスリラー映画である。監督はブレント・ボナコルソ、主演はベラ・ソーンが務めた。

## ストーリー
高校生のタイラーはアリソンと交際していた。ある日の夜、2人はパーティーに出席することになった。無類のパーティー好きでもあるアリソンは酔いつぶれて眠ってしまった。タイラーはそんなアリソンと口論になった後、破局した。パーティー会場の外で、タイラーはミステリアスな雰囲気を醸し出すホリーと出会った。2人はあっという間に仲良くなり、そのままベッドを共にした。2人は週末の残りの時間をホリーの豪邸で過ごすことにし、一層親密な関係を築いていった。ホリーは「父さんはもう亡くなったし、継母（コリーヌ）は世界中を飛び回っているのでほとんど家にいない」とタイラーに言った。ホリーと過ごした時間はとても楽しく、タイラーはアリソンのことをすっかり忘れていた。
週明け、タイラーはアリソンと復縁したが、予期せぬ事態が発生した。何と、ホリーがタイラーの高校に転校してきたのである。タイラーは何とかしてホリーと縁を切ろうとしたが、ホリーは執拗にちょっかいを出してきた。そうこうしているうちに、ホリーはアリソンやタイラーの友人たち（ギルとリディア）と打ち解けたかに見えた。しかし、リディアはホリーが一切SNSをやっていないという事実を知り、彼女を不審に思っていた。しばらくして、タイラーはコリーヌからホリーが精神疾患を抱えていることを聞き知った。翌日、リディアは「どうにもホリーは信用できない。何かを隠している」とアリソンに語っていた。それを盗み聞きしていたホリーは怒り、リディアがアレルギー反応を引き起こすように仕向けた。
ホリーはタイラーの家を訪れ、もう一度よりを戻したいと懇願したが、タイラーはそれを拒絶した。怒ったホリーはアリソンにタイラーが自分と寝たことを暴露した。その後、タイラーはアリソンに必死で釈明したが、アリソンから「貴方とは口も聞きたくない」と言われてしまった。ほどなくして、ホリーはタイラーが自分に暴行したと騒ぎだし、タイラーは自宅謹慎を命じられた。謹慎中、タイラーはホリーの本名がエリザベスであることを突き止めた。エリザベスについての情報をネットで検索したところ、彼女が過去に同じ男性を好きになった知人に暴行を加え、それが原因で精神病院に入院させられたことを知った。
その日の夜、ホリーはアリソンを誘拐した。ホリーは意識を失ったアリソンの写真をタイラーに送りつけ、自宅に誘い出すことにした。帰宅したコリーヌは椅子に縛られていたアリソンを解放しようとしたが、背後から忍び寄ってきたホリーに気が付けず、窒息死させられた。しばらくして、タイラーがホリーの家に到着した。タイラーはアリソンの拘束を解くことに成功したが、銃を持ったホリーが襲いかかってきた。ホリーはタイラーの肩を銃撃したが、アリソンは火かき棒でホリーに応戦してきた。もみ合いの末、ホリーに火かき棒が刺さり、2人は何とか家の外に出ることができた。
怪我をしたホリーは救急車で病院に運ばれることになった。道中、ホリーが救急隊員に「私を一人にしないで下さい」と言ったところ、彼は「安心して下さい。一人にはしませんよ」と応答した。

## キャスト
- ベラ・ソーン - ホリー・ヴィオラ/エリザベス（吹替：嶋村侑）
- ハルストン・セイジ - アリソン・ヒューイット（吹替：清水理沙）
- テイラー・ジョン・スミス - タイラー・ハンソン（吹替：星野健一）
- ナッシュ・グリア - ギル（吹替：杉山シンヤ）
- アナ・アカナ - リディア（吹替：ふじたまみ）
- リース・ウェイクフィールド - チェイス（吹替：森田了介）
- ブリジット・ブラナー - コリーヌ（吹替：丸山雪野）
- キャスリン・モリス - ミセス・ヒューイット
- キンバリー・ウィリアムズ＝ペイズリー - ミセス・ハンソン
- ヤスミン・アル＝ブスタミ - メリンダ（吹替：竹内恵美子）
- ファラ・マッケンジー - ティファニー（吹替：設楽麻美）
- ジョシュア・バンデイ - ミスター・アフメッド（吹替：米田基樹）
- ガーセル・ボヴェイ - 校長

## 製作
2016年3月10日、ベラ・ソーンとハルストン・セイジが本作に出演することになったと報じられた。4月22日、テイラー・ジョン・スミス、ナッシュ・グリア、アナ・アカナがキャスト入りした。2017年5月31日、ロバート・ミラーが本作で使用される楽曲を手掛けることになったとの報道があった。
本作の主要撮影は2016年4月にロサンゼルスで始まり、同年5月に終了した。

## 公開・マーケティング
2017年6月9日、本作のオフィシャル・トレイラーが公開された。19日、本作はロサンゼルス映画祭でプレミア上映された。
当初、本作は2017年6月16日に全世界配信される予定だったが、後に配信日は同月23日に延期された。